# Zatoulaná píseň
Zatoulaná píseň je čtvrtý a zároveň poslední román české spisovatelky Gabriely Preissové. Poprvé vyšel v roce 1932 a řadí se k žánru psychologického románu, který se zabývá niterným světem hlavní postavy. Zároveň se v díle objevují motivy uměleckého světa a konfliktu mezi uměním a společenskými konvencemi, což je velmi častým tématem v období meziválečné literatury. Román také obsahuje prvky sociální kritiky a portréty různých společenských vrstev. Román pojednává o životních peripetiích českého hudebníka Jana Ladislava Dusíka, jenž strávil svůj život ve víru aristokratické společnosti a neúnavně toužil napsat svou Vítěznou píseň, kterou by se navěky zapsal do hudební historie. Hlavní hrdina pochází z Čáslavi, jež leží blízko u autorčiny rodné Kutné Hory, do níž však žádné ze svých děl nesituovala.

## Děj
Kniha vypráví o Janu Ladislavu Dusíkovi, nadaném muzikantu z Čáslavi. Pochází z rodiny znamenitého varhaníka a ředitele choru, jejíž členové jsou obdařeni hudebním talentem. Mladý Jan Ladislav vyniká zejména ve hře na klavír a oslňuje posluchače i svými vlastními skladbami. Chce vstoupit do kláštera Cisterciánů, stát se mnichem a tvořit hudbu. Zrazuje ho od toho hrabě Männer, který ho láká do světa hudby v Praze. Dusík souhlasí, ale zároveň se odcizuje svým kamarádům, kteří ho pokládají za pyšného. Dusík je však oslněn svou hudbou, domnívá se, že zaujme celý svět, loučí se s rodinou a odchází. Je ubytován v paláci hraběte, získává přízeň těch, kteří milují hudbu a tak roste jeho sláva. Koncertuje v Haagu, Amsterodamu, Hamburku, Petrohradě, Berlíně a poprvé se u něho objevuje touha po „Vítězné písni“.
Působení v Petrohradě mu přináší pocit štěstí. Hraje v knížecí rodině Ravetzových, kněžna Ravetzová nachází v mladém umělci zalíbení. Dusík je pozván ruskou carevnou Kateřinou, aby zahrál v jejím hudební saloně v Zimním paláci. Potkává se s poručíkem Ocúnovem. Ten mu není příliš nakloněn a tak se stane, že když Dusík sbírá ze země spadlé noty, uvidí na zemi prsten, který si navlékne na prst s nadějí, že mu přinese štěstí. Protože se jednalo o libatovský prsten, záhy skladatele zatknou. Kněžna odjíždí k Ocúnovovi s prosbou o pomoc, aby dosvědčil, jak to s tím prstenem bylo, a že tedy není správné považovat Dusíka za příznivce Libatovců. Ocúnov přispěje k osvobození Dusíka a kníže ho vyzývá, aby nalezený prsten dal jeho ženě, která ho uschová do své sbírky zvláštností.
Kněžna s knížetem chtějí poslat Dusíka do jejich odlehlého lesního zámečku Satkinu, aby si odpočinul od toho, co se mu přihodilo a mohl v klidu tvořit. Vztah kněžny a knížete byl chladný, nemilují se. Kníže má milenku, kněžna odjíždí s mladým umělcem na zámeček, kde spolu pobyli dva roky. Manželství kněžny a knížete bylo rozvedeno. Mladý umělec však po ty dva roky ztrácí přátele, žije v izolaci od okolního světa, ztrácí se i z hudebního světa. Nevytvořil žádné dílo. Kněžna žárlí na jeho tvorbu a požaduje od něho, aby tvořil jen a jen pro ni. A tak dochází k jeho naprosté odloučenosti od okolního světa. Žije pouze pro kněžnu a plní její přání. Na zámečku žijí oni dva, správce s rodinou a malými děvčátky. Dusík je požádán, aby děvčata učil hudbě a kněžna na zámečku zakládá hudební školu. Mladý hudebník se domnívá, že láska, kterou ke kněžně cítí, je vzájemná, ale když ji požádá o ruku a ona rezolutně odmítne, zažívá první velké zklamání a  ponížení ze strany kněžny. Není schopen tvořit, toulá se po parku a v lesích a odchází ze zámečku k polskému princi Sapiéhovi do jeho litevského panství. Začíná tvořit hudbu, stýská se mu po domově a stále touží po své Vítězné písni.
Do rodiny prince přichází francouzský host a zláká Dusíka do Paříže, kde stráví tři roky. To je vrchol jeho umělecké slávy. Osudovým se mu stává setkání s mladičkou Angličankou jménem Sofie Corriová. Jde o druhou osudovou žena v umělcově životě. Radí mu odjet z Paříže, kde se chystá bouře, odjíždí spolu s její rodinou do Londýna. Sofie se stává jeho ženou. Rodina Sofie donutila Jana, aby založil hudební nakladatelství, má velké dluhy a je obviněn, že se o obchod nestará. Druhou ženou, která v lásce Dusíka zradila, byla právě Sofie, která se přiznává, že ho nemiluje a že si ho za zetě vybrala její matka. Dusík utíká do Hamburku, stále touží po setkání se svými blízkými a po vytvoření Vítězné písně. Setkává se s pruským princem Louisem Ferdinandem, se kterým ho pojí obrovské až intimní přátelství. Plní mu všechna jeho přání, odjíždí s princem a jeho plukem do Saalfeldské krajiny, kde princ umírá. Dusík se ocitá bez peněz, bez přátel, bez rodiny. Princ mu nedával žádný plat, učil ho pouze vést bohémský bezstarostný život, který ho přivedl na mizinu. Domů jet jako chudý nechce, do Vídně nemá peníze. Druhý koncertní mistr zesnulého prince Himmel žádá jeho matku, aby mu poslala nějaké peníze, aby mohl odcestovat do Francie.
Dusík působí ve Francii, žije v ústraní ve skromném pokoji. Hluboce jej zasáhne smrt prince i matky, která záhy po smrti prince umírá také.  Jeho matka se trápila tím, že její děti se k ní domů nevrací, sám Dusík za dobu 25 let byl u matky pouze jednou. Toulal se světem křížem krážem, hledal svoji nejvyšší píseň a svůj život končí jako zbídačený a neslavný. Bez rodiny, bez přátel, se zdravotními neduhy. Umírá s představou, že se všem odvděčí hudbou. V auditoriu vidí stát otce, Männera, Bacha, Mozarta, prince Louise Ferdinanda, není tam žádná žena, pouze jeho maminka. Dusík však neví, co jim zahrát a tak mu Mozart napoví, že v České zemi je klasická hudba v každém koutu a v české kultuře zakořeněna česká Vítězná píseň. Dusík umírá dne 20. 3. 1812.

## Postavy
- Student filozofie Jan Dussek (jeho matriční jméno Jan Ladislav Dusík) – syn varhaníka, od útlého dětství miluje hudbu, od 9 let hraje na housle, pochází ze skromných rodinných poměrů, má pět sourozenců. Jeho bydlištěm byla Čáslav. Miloval Bacha, Haydna, Mozarta. Měl třpytivé oči, bohatou hřívu, něžný vzhled. Od kamarádů si vysloužil přezdívku „popyšnělý“, protože se domnívali, že se nedokáže kamarádit s kdekým. Vedl život bohéma.
- Hrabě Männer – přítel otce, ten obdivoval talent Dusíka a zval ho na hudební večery. Tak se Dusík dostává do aristokratického prostředí a společnosti aristokratů.
- Knížecí rodina Ravetzových – kněžna a kníže. Kněžna byla  první osudová žena umělce, se kterou prožívá svůj první zamilovaný intimní vztah.
- Carevna Kateřina – podporuje Dusíka v jeho tvorbě.
- Poručík Ocúnov – sehrál důležitou roli v osvobození Dusíka, když byl neprávem zajat jako příznivec Libatovců.
- Polský princ Sapiéha – poskytl Dusíkovi na krátký čas pobyt ve svém litevském  zámku.
- Miss Sofie Corriová – druhá osudová žena Dusíka. Stává se jeho ženou. Pravdomluvná, slušná, oplývá dívčí čistotou, vede spořádaný život, avšak je příliš nesamostatná, hýčkána a rozmazlována matkou.
- Pruský princ Louis Ferdinand – Dusíka pojí s princem hluboký přátelský až intimní vztah. Ten vede bohémský život, smysl života vidí v pití vína, v bezstarostném životě a tím si získává přízeň Dusíka, který ho ve všem následuje a poslouchá.

## Hlavní myšlenka
Klíčovou myšlenkou a pointou románu je skutečnost, že životní cesta může být plná překážek a nástrah, ale člověk by se stále měl snažit splnit si své touhy a přání. Hlavní postava se snaží dosáhnout svých cílů, ale její úspěchy na životní i hudební úrovni jsou pouhou dobovou kulisou. Celé dílo je prolínáno prolínáno přesvědčením, že neexistuje většího úspěchu než získání lásky od ženy. Láska je absolutní odměnou za práci a úsilí. Nadání hlavního hrdiny nicméně udusí bohémský život.

## Hodnocení díla
Jaromír Roleček vyzdvihuje zejména skutečnost, že autorka se uchyluje k historické látce již jako starší osoba, jež je vyrovnaná a na svět nahlíží klidným pohledem. Díky tomu lehce odhaluje, že laciná pozlátka dočasných úspěchů nejsou tím, na čem opravdu záleží. I samotná postava Jan L. Dusíka si na sklonku svého života uvědomí, že se mu nepodařilo dosáhnout oné Vítězné písně, písně svého ducha a srdce, po které celý život prahl. V této rovině spatřuje Roleček paralelu s životem Gabriely Preissové, jež ve stáří uvažovala nad významem a hodnotou svých děl. Rozjímá nad tím, zda jim, stejně jako to chtěl Dusík, dala své srdce a vtiskla do nich svou duši. Dle Rolečka není většího úspěchu než dosáhnout lásky ženy, čímž je podle něho celý román prosycen. Proti jeho interpretaci však stojí skutečnost, že ani jeden Dusíkův vztah se ženou nebyl ideální. Dusíkovo štěstí v náruči ženy mělo krátkého trvání a byl jimi využíván. Paradoxně nejharmoničtější a nejvíce naplňující a souznící vztah prožil s princem Louisem Ferdinandem.
Podle Artura Závodského byla Gabriela Preissové velice přímočará, co se týče idey románu. Hlavní postava Jan Dusík netvořil v duchu české hudební tradice ani hudební zdroje společnosti. Rozmazlený životem ve šlechtických salónech a zámcích proměnil svůj talent na drobné penízky. Hodnotě českých kořenů porozumí až těsně před svou smrtí. Autorka se zaměřila na efektní situace, ale také podrobný popis a důvěryhodné zachycení Dusíkova přátelství s princem Louisem Ferdinandem. Dílo neřeší choulostivé otázky umělecké tvorby, ale poskytuje obraz dobrodružného života hlavní postavy, při kterém využívá také historické kritiky a paměti. Na jedné straně to přispělo k hudebněhistorickému upevnění, na straně druhé je dílo považováno za polotvar, není ani čistě historické, ani čistě románové. Podle Závodského je hlavní ideou románu skutečnost, že Dusík své Vítězné písně nedosáhl kvůli tomu, že se dostatečně neopřel o své české kořeny. Kdyby se více ponořil do české hudební tradice, svou píseň by našel. Závodský tuto svou tezi podpírá slovy, jež Gabriela Preissová vložila do úst Mozarta: „ve Vašich kořenech tkví Vaše vítězná píseň“. Závodský nahlíží na toto dílo jako na jakýsi polotvar mezi historickým a románovým dílem. Autorka čerpala z dobových pramenů, což ji pomohlo upevnit kompozici díla, avšak kvůli tomu byla svázána a nemohla se toliko pouštět do psychologického rozboru Dusíka, jež leží čistě v rovině fabulování.
O románu Zatoulaná píseň se psalo v denním tisku, kde byl povětšinou velmi kladně hodnocen. Václav Brtník v deníku Venkov vyzdvihoval především to, že autorka se opírala o spolehlivé prameny a zároveň vdechla dílu ten nejživější cit. I v týdeníku Zvon bylo kvitováno autorčino využití pramenů, které se ji podařilo využít tak, aby nijak nepřetěžovaly spád románu. Oproti tomu Alois Záruba v Českém učiteli oceňuje především skvělé vylíčení prostředí rokoka a niterné stavy ústřední postavy. Kritičtější pohled na román přinesl list Česká osvěta, v němž je dílo prohlášeno za beletristicky ztvárněný životopis, ne za román.